# 第一代從男爵喬治·唐寧爵士

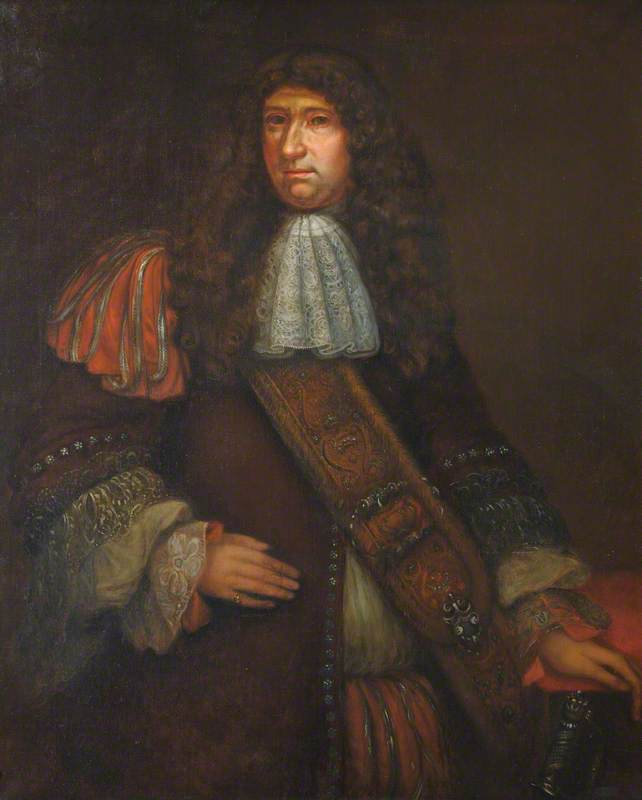
喬治·唐寧爵士

喬治·唐寧爵士，第一代從男爵（Sir George Downing, 1st Baronet，1623年—1684年7月），是盎格魯-愛爾蘭軍人，政治家和外交家，英國倫敦的唐寧街即以他的名字來命名。
他作為財政大臣，秉持重商主義，實行重大公共財政改革，對於經濟影響重大，他任內加強了商業與英國海軍力量。

## 文獻
- Timpson, Trevor. . BBC. 7 March 2012  [7 March 2012]. （原始内容存档于2021-02-26）.
- 本条目包含来自公有领域出版物的文本: Chisholm, Hugh (编).  (第11版). London: Cambridge University Press. 1911. (That article is reproduced here: )